# 崇文街道 (冠县)
崇文街道，是中华人民共和国山東省聊城市冠县下辖的一个乡镇级行政单位。
2010年，冠城镇和烟庄乡被撤销，设立清泉街道、崇文街道、烟庄街道。

## 行政区划
崇文街道下辖以下地区：
直隶村社区、朱霍三里庄社区、宋三里庄社区、徐三里庄社区、东堤固社区、王孝村社区、西提固社区、王庄子社区、李八里庄社区、陈八里庄社区、邢八里庄社区、崔八里庄社区、张八里庄社区、高三里庄社区、前董固社区、后董固社区、孙疃社区、铺上社区、多庄社区、前唐固社区、后唐固社区、西范庄社区、马宋店社区、郑宋店社区、殷宋店社区、前旺庄社区、后旺庄社区、马寨社区、李芦村社区、殷芦村社区、常芦村社区、吉固村社区、北头社区、朱王芦村社区和唐寺社区。